# Swainella
Swainella is een geslacht van uitgestorven kreeftachtigen uit de klasse van de Ostracoda (mosselkreeftjes).

## Soort
- Swainella bex Kornicker & Sohn 2000 †